# TeamGym

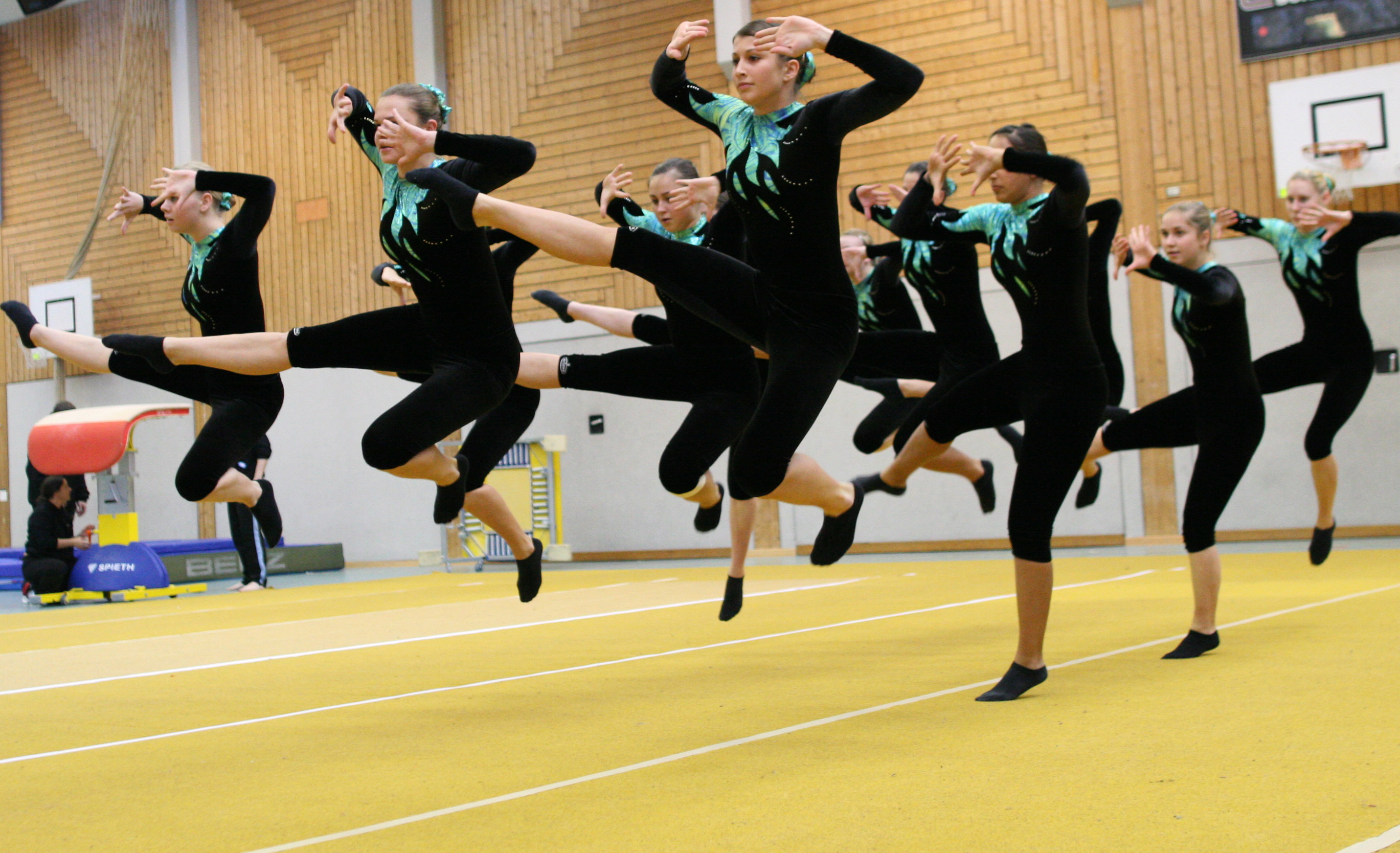

La TeamGym est une des disciplines qu’encadre la gymnastique. Il s’agit d’une discipline européenne d’origine scandinave. Ce sport appelé auparavant Euroteam a vu sa première compétition officielle se dérouler en 1996 en Finlande. Puis, en 2010 ont été organisé les premiers championnats d’Europe de Teamgym en Suède. Depuis, les championnats européens ont lieu tous les 2 ans lors des années paires. 
La Teamgym se pratique par équipe féminine, masculine ou mixte. L'équipe est constituée d'une équipe de 6 à 12 membres. Les agrès utilisés en TeamGym sont différents de ceux de la gymnastique artistique. En effet, l'équipe présente une chorégraphie au sol, un passage au saut et au mini trampoline et pour finir des acrobaties au tumbling. Ce sport demande différentes qualités de la part des gymnastes ce qui fait de lui un sport complet et dynamique.
La Teamgym est une discipline sportive qui est notée par des juges. Ces derniers s’appuient sur le Code de Pointage, un document qui répertorie les règles et les exigences de la discipline. Il explique les différents niveaux de pratiques, le programme respectif de chaque agrès et fait preuve de support technique pour un respect commun de la discipline.

## Épreuves

### Programme au sol
Sur un praticable (14m de longueur et 16m de largeur donc différent de celui utilisé pour la gymnastique artistique qui fait 12m sur 12m), l’ensemble de l’équipe de gymnastes effectue en musique un programme libre. On demande un travail de groupe rigoureux et une présentation expressive. On note la performance principalement sur les éléments gymniques, la chorégraphie et aussi la synchronisation des gymnastes. La notation est basée sur la difficulté des éléments proposés, l’exécution de ces derniers ( donc la capacité de les effectuer sans danger et correctement) ainsi que la composition du mouvement d’ensemble soit sa construction. 

### Tumbling
Des séries d’acrobaties sur une piste longue de tumbling sont présentés par le groupe. Mais il y en a que 6 de l'équipe qui passent.  La présentation comprend 3 séries de passages: une série avant, une série arrière et une série mixte. Durant le premier passage les gymnastes doivent effectuer une série commune c’est-à-dire que les 6 gymnastes passant doivent présenter le même élément. Les 2 passages suivant doivent eux montrer une intensification de la difficulté par passage. Les passages doivent avoir un rythme régulier et la présentation doit être fluide. Les gymnastes passent en « cascades », ils passent les uns à la suite des autres.

### Saut et Mini-Trampoline
Le groupe effectue des sauts sur un mini-trampoline et comme pour le tumbling la présentation doit être fluide et rythmée. L'épreuve consiste en trois séries différentes dans lesquelles six gymnastes passent à chaque fois: une série au saut de cheval, une série au mini-trampoline et une série commune. Les 2 séries qui ne sont pas communes doivent présenter  minimum une intensification de la difficulté par série. La présence d’un entraîneur est obligatoire sur l’aire de réception par mesure de sécurité. 

## Manifestations
Le Championnat d'Europe en TeamGym est une des plus récentes manifestations de l'Union Européenne de la Gymnastique (UEG). Des manifestations sont organisées en Europe une année sur deux (les années paires). L'Euroteam (compétition européenne de TeamGym) de l'UEG a vu le jour en Finlande en 1996 et le premier Championnat d'Europe Officiel était en Suède en 2010.
|     |       |            | Hommes        | Hommes            | Hommes             | Femmes        | Femmes            | Femmes             | Mixtes        | Mixtes            | Mixtes             |
| Éd. | Année | Lieu       | Médaille d'or | Médaille d'argent | Médaille de bronze | Médaille d'or | Médaille d'argent | Médaille de bronze | Médaille d'or | Médaille d'argent | Médaille de bronze |
| --- | ----- | ---------- | ------------- | ----------------- | ------------------ | ------------- | ----------------- | ------------------ | ------------- | ----------------- | ------------------ |
| 01  | 1996  | Jyväskylä  | Suède         | Danemark          | Suède              | Suède         | Estonie           | Allemagne          | Danemark      | Finlande          | Suède              |
| 02  | 1998  | Odense     | Danemark      | Suède             | Danemark           | Allemagne     | Suède             | Finlande           | Tchéquie      | Danemark          | Tchéquie           |
| 03  | 2000  | Birmingham | Danemark      | Danemark          | Suède              | Danemark      | Danemark          | Allemagne          | Danemark      | Suède             | Danemark           |
| 04  | 2002  | Châlons    | Danemark      | Suède             | Danemark           | Danemark      | Suède             | Suède              | Danemark      | Suède             | Danemark           |
| 05  | 2004  | Dornbirn   | Danemark      | Suède             | Norvège            | Norvège       | Suède             | Danemark           | Danemark      | Suède             | Norvège            |
| 06  | 2006  | Ostrava    | Danemark      | Danemark          | Suède              | Suède         | Islande           | Danemark           | Danemark      | Suède             | Danemark           |
| 07  | 2008  | Gand       | Danemark      | Danemark          | Suède              | Suède         | Islande           | Danemark           | Danemark      | Norvège           | Suède              |
| 08  | 2010  | Malmö      | Danemark      | Suède             | Norvège            | Islande       | Suède             | Norvège            | Norvège       | Suède             | Danemark           |
| 09  | 2012  | Aarhus     | Danemark      | Suède             | Norvège            | Islande       | Suède             | Finlande           | Danemark      | Norvège           | Suède              |
| 10  | 2014  | Reykjavík  | Danemark      | Suède             | Norvège            | Suède         | Islande           | Danemark           | Danemark      | Norvège           | Suède              |
| 11  | 2016  | Maribor    | Danemark      | Suède             | Norvège            | Suède         | Islande           | Danemark           | Suède         | Danemark          | Islande            |
| 12  | 2018  | Lisbonne   | Danemark      | Suède             | Norvège            | Suède         | Islande           | Danemark           | Suède         | Danemark          | Islande            |
| 13  | 2020  | Guimarães  | Suède         | Islande           | Royaume-Uni        | Islande       | Suède             | Finlande           | Suède         | Royaume-Uni       | Italie             |
| 14  | 2022  | Luxembourg | Danemark      | Norvège           | Suède              | Suède         | Islande           | Danemark           | Royaume-Uni   | Danemark          | Suède              |